# Glazenap (månekrater)
Glazenap er et nedslagskrater på Månen. Det befinder sig på Månens bagside og er opkaldt efter den sovjetiske astronom Sergej P. von Glazenap (1848 – 1937).
Navnet blev officielt tildelt af den Internationale Astronomiske Union (IAU) i 1976. 

## Omgivelser
Glazenapkrateret ligger syd-sydvest for det store nedslagsbassin Mendeleevkrateret og nordvest for Pannekoekkrateret.

## Karakteristika
Glazenap er cirkulært med en kraterrand, som ikke er særlig eroderet, men et lille krater ligger dog over den nordvestlige rand. Nedfaldet materiale fra de indre kratervægge har dannet en ring af grus rundt om kraterbunden.

## Satellitkratere
De kratere, som kaldes satellitter, er små kratere beliggende i eller nær hovedkrateret. Deres dannelse er sædvanligvis sket uafhængigt af dette, men de får samme navn som hovedkrateret med tilføjelse af et stort bogstav. På kort over Månen er det en konvention at identificere dem ved at placere dette bogstav på den side af satellitkraterets midte, som ligger nærmest hovedkrateret. Glazenapkrateret har følgende satellitkratere:
| Glazenap | Længde | Bredde   | Diameter |
| -------- | ------ | -------- | -------- |
| E        | 1,4° S | 139,0° Ø | 14 km    |
| F        | 1,5° S | 139,7° Ø | 11 km    |
| P        | 5,0° S | 136,0° Ø | 57 km    |
| S        | 2,0° S | 134,3° Ø | 28 km    |
| V        | 0,6° S | 136,0° Ø | 22 km    |

## Måneatlas
- Billeder af Glazenapkrateret i LPI-måneatlasset